# 빌리 무어
윌리엄 무어(William Moore, 1894년 10월 6일 ~ 1968년 9월 26일) 또는 빌리 무어는 잉글랜드의 축구 선수다. 무어는 웨스트 햄 유나이티드에서 1922년부터 1929년까지 활약했다. 그는 1923년에 잉글랜드 FA컵 결승전에서도 출전했다. 그는 국가대표 경기에 나섰던 1923년 5월 24일 스웨덴과의 경기에서 2골을 넣어 3:1 승리를 이끌어 전국민의 관심을 받기도 했다.